# Aleksandr Min
Aleksandr Pavlovich Min (en ruso: Александр Павлович Мин; 11 de diciembre de 1915 – 9 de julio de 1944) fue un oficial soviético de etnia coreana que combatió en la Segunda Guerra Mundial en las filas del Ejército Rojo y el primer coreano en recibir el título de Héroe de la Unión Soviética en 1945 (póstumamente).

## Biografía

### Infancia y juventud
Aleksandr Min nació el 11 de diciembre de 1915 en Chersan-Don en el óblast de Primorie en esa época parte del Imperio ruso (actualmente en el raión de Shkotovsky del Krái de Primorie en Rusia) en el seno de una familia de campesinos coreanos. En 1932 se graduó del décimo grado de la escuela secundaria de Shkotovskaya. Entre 1933 y 1937 estudió en la facultad de trabajadores de la Universidad Estatal del Lejano Oriente en Vladivostok, luego trabajó como profesor de idioma ruso en una escuela en la isla de Putyatin. Durante la deportación de coreanos del Lejano Oriente en 1937, Min fue deportado con su familia a Kazajistán. Donde trabajó como contable en el departamento de Glavryba en la ciudad de Aralsk, luego estudió en el Instituto Sarátov de Finanzas, Crédito y Economía.

### Segunda Guerra Mundial
En mayo de 1941 fue reclutado por el Ejército Rojo. Después de graduarse de la escuela de infantería militar de Riazán, el soldado Min del Ejército Rojo sirvió en el 150.º Batallón de Construcción Independiente y participó en la batalla de Moscú. En el otoño de 1942 se graduó en los cursos de subteniente y fue asignado al 13.º Ejército del Frente de Briansk. Donde se desempeñó como ayudante del 1.er Batallón de Fusileros del 605.º Regimiento de Fusileros de la 132.ª División de Fusileros.
Sus acciones durante la batalla de Kursk fueron notadas para los altos oficiales a los que estaba subordinado, quienes lo elogiaron por su valentía al repeler cuatro contraataques alemanes el 5 de julio de 1943. Por hacerlo, recibió la Orden de la Estrella Roja, el primero de sus muchos premios militares. En enero de 1944, fue nombrado comandante de batallón del 605.º Regimiento de Fusileros de la 132.ª División de Fusileros del 65.º Ejército del Primer Frente Bielorruso, y ese mismo año fue aceptado en el Partido comunista y ascendido a capitán. Posteriormente, se distinguió en las batallas por el óblast de Volyn. Donde nuevamente dio muestras de valentía después de repeler cinco contraataques alemanes, lo que permitió tomar con éxito el pueblo ucraniano de Stary Koshary en los alrededores de la ciudad de Kóvel el 4 y 5 de julio de 1944. Murió en combate apenas unos días después mientras atravesaba una zona fuertemente fortificada cerca del pueblo de Pariduby.
Por decreto del Presídium del Sóviet Supremo de la URSS de fecha 24 de marzo de 1945, «por el desempeño ejemplar de las misiones de combate del comando en el frente de la lucha contra los invasores nazis y el coraje y heroísmo demostrado al mismo tiempo», el capitán Alexander Pavlovich Min recibió póstumamente el título de Héroe de la Unión Soviética junto con la orden de Lenin y la medalla Estrella de Oro, lo que lo convirtió en el primer coreano en recibir el máximo galardón que concede la Unión Soviética.
Inicialmente fue enterrado en el pueblo de Pariduby. En 1952 fue enterrado definitivamente en una fosa común en el pueblo de Lukiv en el raión de Turiisk del óblast de Volyn en el oeste de Ucrania.

## Condecoraciones y honores
- Héroe de la Unión Soviética (24 de marzo de 1945, póstumamente).[4]
- Orden de Lenin (24 de marzo de 1945, póstumamente)
- Orden de Alejandro Nevski (9 de febrero de 1944).[5]
- Orden de la Guerra Patria de 1.er (26 de julio de 1944)[6] y 2.do grado (20 de septiembre de 1943)[7]
- Orden de la Estrella Roja (25 de julio de 1943).[8]

Se instaló un busto en honor de Aleksandr Min cerca del edificio de la escuela secundaria del pueblo de Buryl en la Provincia de Zhambyl en Kazajistán. Su nombre también está grabado en la lista de compatriotas de Puyatin, en el Krai de Primorie, que dieron su vida durante la Segunda Guerra Mundial. El 5 de septiembre de 2007, se instaló una placa conmemorativa en su honor en el edificio de la escuela secundaria N.º 254 en la isla de Putyatin. La escuela también recopila materiales y realiza lecciones sobre la vida de Min.
En Uzbekistán, varias calles de las ciudades de Taskent y Akķürgon también llevan su nombre.